# Мала Лодина
Мала Лодина (слч. Malá Lodina) насељено је мјесто са административним статусом сеоске општине (слч. obec) у округу Кошице-околина, у Кошичком крају, Словачка Република.

## Становништво
| Година:    | 1994. | 2004.   | 2014.   | 2024.    |
| ---------- | ----- | ------- | ------- | -------- |
| Број људи: | 197   | 186     | 175     | 222      |
| Разлика:   |       | -5,58 % | -5,91 % | +26,85 % |

| Година:    | 2023. | 2024.   |
| ---------- | ----- | ------- |
| Број људи: | 221   | 222     |
| Разлика:   |       | +0,45 % |

Према подацима о броју становника из 2024. године насеље је имало 222 становника.